# Geosfera
El término geosfera tiene diversas definiciones según distintos autores o escuelas.
La geosfera puede tomarse como el nombre colectivo de la litosfera, la hidrosfera, la criosfera y la atmósfera. Los diferentes colectivos de la geosfera pueden intercambiar diferentes flujos de masa y/o energía (la cantidad de cambio medible). El intercambio de estos flujos afecta el equilibrio de las diferentes esferas de la geosfera. Un ejemplo es cómo el suelo actúa como parte de la biosfera, mientras que también actúa como fuente de intercambio de flujo. 
En la física aristotélica, el término se aplicó a cuatro lugares naturales esféricos, anidados concéntricamente alrededor del centro de la Tierra, como se describe en las conferencias Physica y Meteorologica. Se creía que explicaban los movimientos de los cuatro elementos terrestres: tierra, agua, aire y fuego. A partir del siglo XVIII, el ligero aplanamiento del globo en los polos y la naturaleza ígnea de ciertas rocas hicieron decir a Buffon que la Tierra estaba en fusión en su interior.
En los textos modernos y en la ciencia del sistema terrestre la geosfera se refiere a las partes sólidas de la Tierra; se usa junto con la atmósfera, la hidrosfera y la biosfera para describir los sistemas de la Tierra (a veces se enumera la interacción de estos sistemas con la magnetosfera). En ese contexto, a veces se usa el término litosfera en lugar de geosfera o Tierra sólida. La litosfera, sin embargo, solo se refiere a las capas superiores de la Tierra sólida (rocas corticales oceánicas y continentales y el manto superior).
Desde que comenzó la exploración espacial, se ha observado que la extensión de la ionosfera o plasmasfera es muy variable, y a menudo mucho más grande de lo que se apreciaba anteriormente, a veces se extiende hasta los límites de la magnetosfera o geomagnetosfera de la Tierra. Este límite externo altamente variable de la materia geogénica se ha denominado «geopausa», para sugerir la escasez relativa de dicha materia más allá, donde domina el viento solar. 